# Monor (gmina)
Monor – gmina w Rumunii, w okręgu Bistrița-Năsăud. Obejmuje miejscowości Gledin i Monor. W 2011 roku liczyła 1390 mieszkańców.